# Moord op de Romanovs

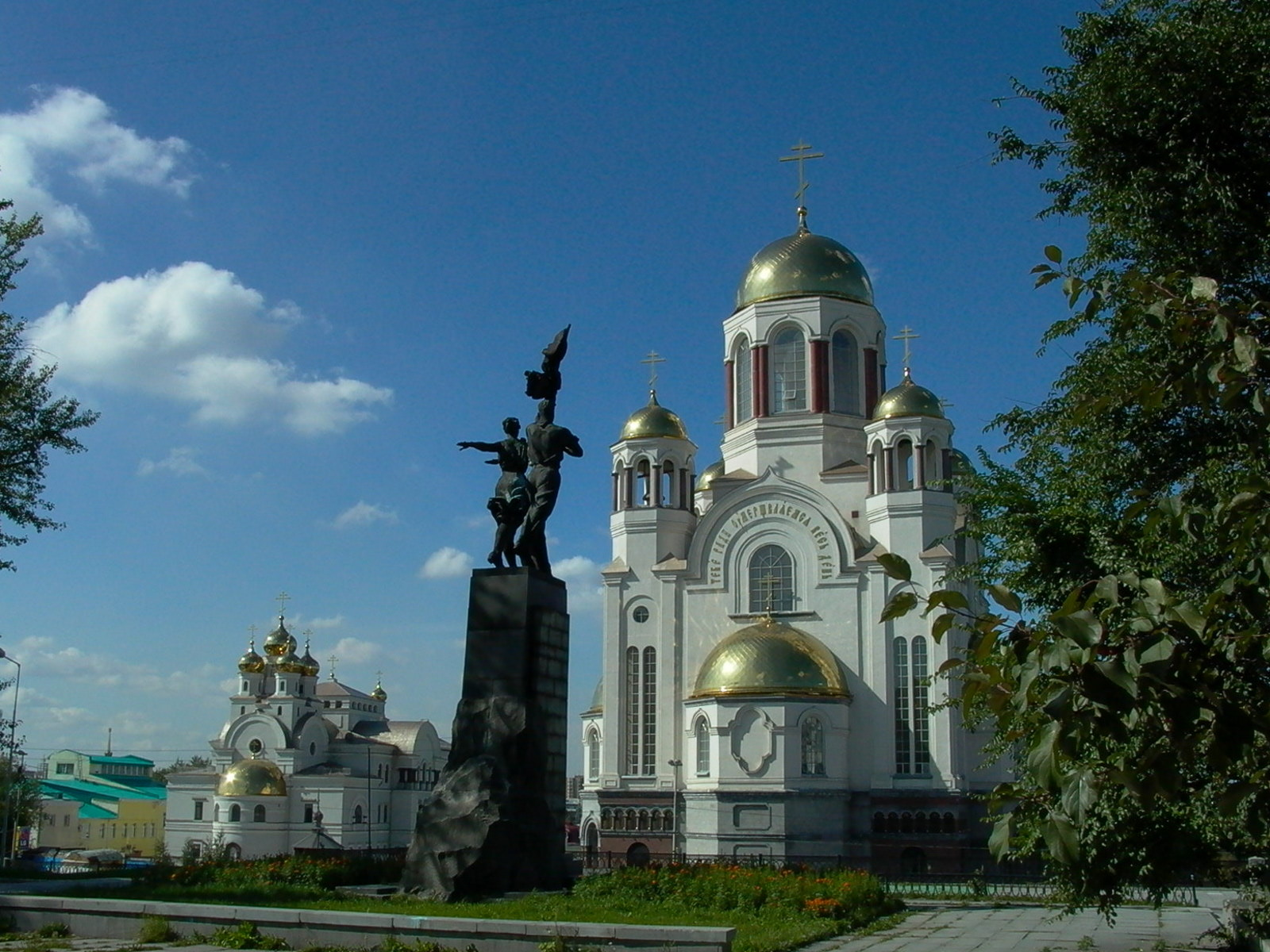
Kerk gebouwd op de locatie van het Ipatjev-huis.

De moord op de Romanovs vond plaats op 17 juli 1918 in het Ipatjev-huis in Jekaterinenburg. Het gezin van de voormalige tsaar Nicolaas Romanov en hun bedienden werden daarbij doodgeschoten.

## Achtergrond
Na zijn aftreden gedurende de Februarirevolutie woonde Nicolaas Romanov sinds 22 maart 1917 samen met zijn gezin en bedienden in Tsarskoje Selo onder huisarrest. De kosten voor het onderhouden van het voormalige keizerlijk gezin werden door de Voorlopige Regering geheim gehouden uit angst voor kritiek van republikeinse groeperingen. Midden augustus werd het Romanov-gezin verhuisd naar Tobolsk, omdat premier Aleksandr Kerenski bezorgd was over hun veiligheid. Kerenski wilde het voormalige keizerlijke gezin naar Engeland sturen, waar George V van het Verenigd Koninkrijk – de neef van Nicolaas Romanov – regeerde, maar die gaf nul op het rekest. In Tobolsk werd het voormalige keizerlijke gezin verzorgd door twee persoonlijke assistenten, zes kamermeisjes, tien lakeien, drie koks, vier hulpkoks, een butler, een bottelier, een verpleegster, een administrateur en een kapper.
Nadat de bolsjewieken de macht hadden veroverd door de Oktoberrevolutie werd de bewegingsvrijheid van het gezin verder beperkt. Het Centrale Comité van de bolsjewieken was plannen aan het maken voor een showproces in Moskou dat Leon Trotski zou organiseren. Het proces was geïnspireerd op het proces van Lodewijk XVI van Frankrijk tijdens de Franse Revolutie. De plaatselijke bolsjewieken waren tegen een proces en wilden de Romanovs gelijk vermoorden. Voor de reis naar Moskou moesten ze via Jekaterinenburg reizen. Op 30 april was het voormalige keizerlijke echtpaar aangekomen in Jekaterinenburg, waar ze herenigd werden met hun kinderen op 23 mei.

## Executie
In de eerste week van juli werd besloten om de Romanovs te vermoorden. Lange tijd beweerden de communisten dat dit de schuld was van de plaatselijke afdeling en niet van de centrale partijleiding. Uit de archieven van de Sovjet-Unie – die sinds de val van de Sovjet-Unie toegankelijk zijn geworden – bleek echter dat op 16 juli Golosjtsjekin een telegram stuurde aan Jakov Sverdlov en Vladimir Lenin, waarin hij schreef dat de executie nu zonder uitstel diende plaats te vinden wegens de militaire situatie. De bolsjewieken in Jekaterinenburg waren bezorgd over de opmars van het Witte Leger richting de stad. In juli naderde het Tsjechisch Legioen Jekaterinenburg. Het legioen kwam pas op 25 juli, ongeveer een week na de executie, in de stad aan, waarna Jekaterinenburg in handen van het Witte Leger viel. Op 16 juli was echter uit Moskou een bericht verzonden waarin de moord was goedgekeurd met de mededeling dat het meteen moest gebeuren. De naam van de afzender uit Moskou is niet bekend.

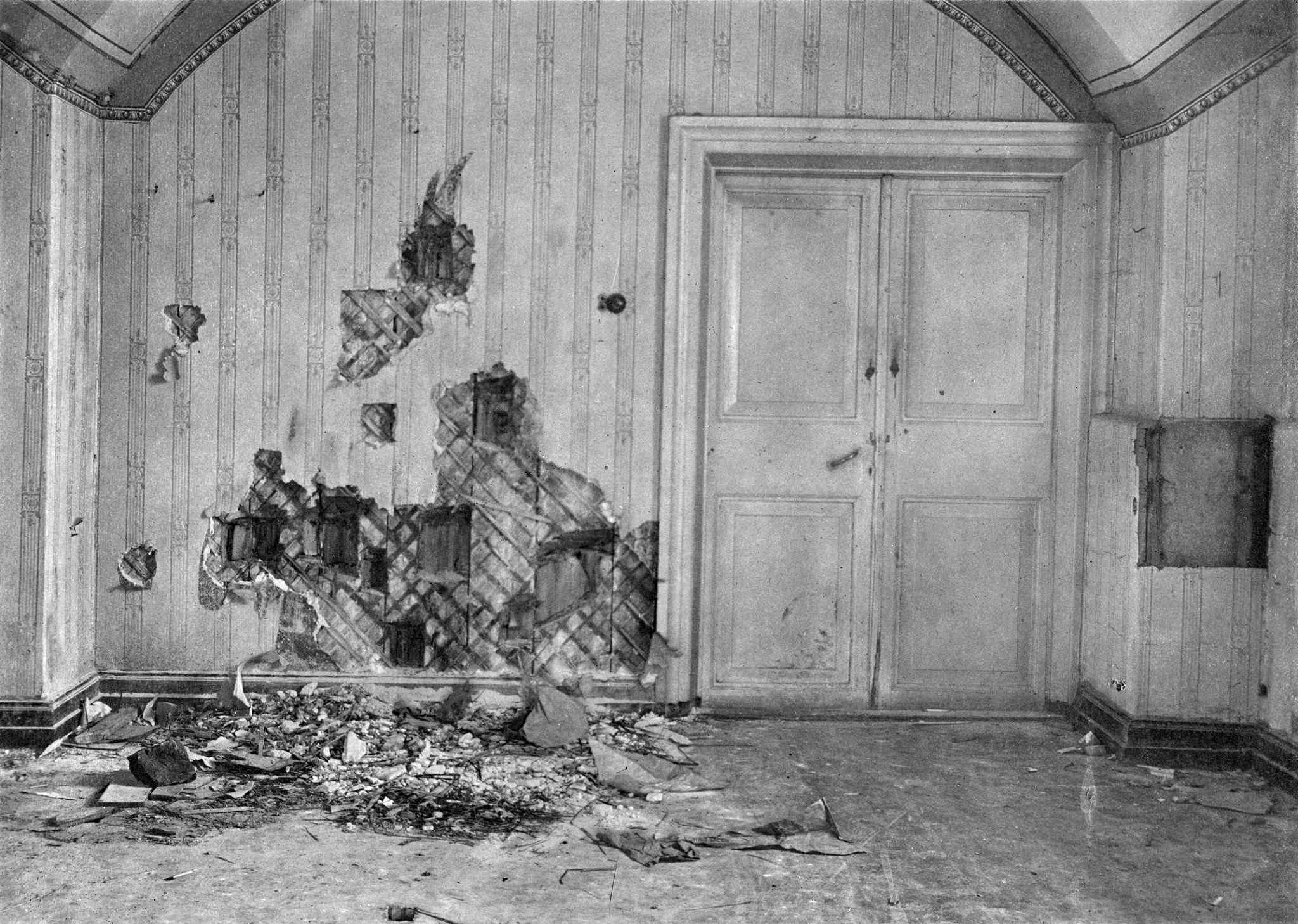
De executieplaats

Rond 2 uur ’s nachts op 17 juli werden de zeven Romanovs en vier bedienden naar de trap van de kelder geleid. Nicolaas Romanov droeg zijn zoon, want die had moeite met lopen door hemofilie. Er was hun verteld dat de stad werd beschoten en dat ze voor hun eigen veiligheid naar de kelder moesten. Er werden twee stoelen gebracht, een voor de voormalige keizerin en een voor Aleksej Romanov die nog herstellend was van zijn laatste bloedingen ten gevolge van hemofilie. Daarop trad het executiepeloton binnen. Jakov Joerovski las het bevel voor om de familie te vermoorden. Nicolaas vroeg hem om zijn woorden te herhalen met “Wat? Wat?”. Toen werd het vuur geopend. Aleksej overleefde de eerste schoten en werd daarna door Joerovski doodgeschoten met twee kogels door het hoofd. Anastasia leek nog te leven en werd met een bajonet gestoken. Ook de lijfarts van de familie, de kamerdienaar van de tsaar, de hofdame van de keizerin en de kok van de familie werden vermoord. Bij het begraven van de lijken werd zwavelzuur over de lijken heen gegooid.
Op 19 juli werd in de krant Izvestia gepubliceerd dat de voormalige tsaar was doodgeschoten. De moord op de kinderen en de bedienden werden geheim gehouden. Volgens de officiële bolsjewistische variant van het verhaal lag de verantwoordelijkheid van de beslissing bij de bolsjewistische afdeling van het Oeralgebied. In 1935 werd het dagboek van Trotski gepubliceerd, waarin een gesprek was beschreven van Sverdlov met Trotski. Trotski schreef:
“Tijdens het gesprek met Sverdlov vroeg ik hem in het voorbijgaand: “O ja, en waar is de tsaar?” “De tsaar is niet meer,” antwoordde hij. “Hij is doodgeschoten.” “En waar is zijn familie?” “De familie is met hem doodgeschoten.” “Allemaal?” vroeg ik, met lichte verbazing. “Allemaal”, antwoordde Sverdlov. “Maar waarom?” Hij wachtte mijn reactie af. Ik liet niets blijken. “En wie heeft dat beslist?”, vroeg ik. “We hebben het hier beslist. Iljitsj [Lenin] vond het beter om de Witten niet hun voormalige leider onder de neus te houden, zeker gezien de huidige moeilijke omstandigheden.”
Een onderzoek uit 2010-2011, op verzoek van de nazaten van de tsaar, heeft de directe betrokkenheid van Lenin en Sverdlov bij de moord op de Romanovs echter niet kunnen aantonen.

## Gevolgen
In mei 1979 vond een amateuronderzoeker de overblijfselen van de vermoorde mensen. Pas na de val van de Sovjet-Unie informeerde hij anderen van zijn vondst. In juli 1991 werden vijf lichamen gevonden. Twee andere lichamen werden in 2007 gevonden. Uit DNA-onderzoek bleek dat het de overblijfselen van de familie Romanov waren.